# Mein fremder Alltag

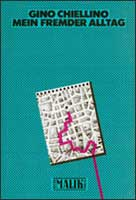
Buchlayout

Mein fremder Alltag ist der erste Gedichtband des Dichters Gino Chiellino, der unter dem Namen Carmine Chiellino seine literaturwissenschaftlichen Werke herausgibt.

## Inhalt
Der Band erschien 1984 in Kiel und besteht aus zwei Teilen, die Gedichte der Jahre 1977–1979 und 1980–1983 beinhalten und das Entstehungsdatum als Überschrift tragen. Der erste Teil umfasst 42 Gedichte und einen mit Intermezzo betitelten Abschnitt, der wiederum aus vier Gedichten besteht und ein neues Leben zum Thema hat. Er ist somit nicht nur ein Zwischenspiel, sondern markiert den künstlerischen Übergang des lyrischen Ichs von einer Pendelsituation zur bewussten Hinwendung zu einer zukunftsweisenden Sprache. Die Gedichte des zweiten Teiles (33 an der Zahl) zeugen von politischem Kampfgeist, der sich gängigen Meinungen zu den Themen Auswanderung, Integration und Einwanderung widersetzt und eigene Thesen formuliert.
Die Gedichte sind überwiegend in freien Versen verfasst und werden vom Rhythmus der Sprache getragen. Die Engführung der Sprache und die Nähe zur Biographie des Autors und zu den historischen Begebenheiten sorgen dafür, dass die Werke von einer besonderen Authentizität durchdrungen sind und eine stechende gesellschaftskritische Relevanz enthalten. Aus diesem Band sind Gedichte wie „Bahnhof“, „Verstummung“ und „Sklavensprache“ zu Zitat-Klassikern geworden und haben längst den Weg in die Schulbücher gefunden.
Der erste Teil des Gedichtbandes mit dem Titel „1977–1979“ setzt mit dem Gedicht „Gastarbeiter“ (S. 8) ein, das einen möglichen Grund der Auswanderung des lyrischen Ichs thematisiert. Allerdings ist der Titel eine Fremdbezeichnung, mit der das lyrische Ich eine Warnung an den Gesprächspartner „Du“ ausspricht. Es warnt das „Du“ davor, den Staaten zu trauen, die am Austausch von Arbeitskräften beteiligt sind (in diesem Fall Deutschland und Italien). Der eigentlich positive Begriff „Freiheit“ entpuppt sich als fragwürdiges Konzept, da er für die Auswanderer zwar eine Möglichkeit bedeutet, aber von den wirklichen Profiteuren der Auswanderung als „Freiheit von etwas“ interpretiert wird. Die Führungsschichten der beiden Länder würden diesen Freiheitsbegriff dafür benutzen, sich von jeglicher Verantwortung gegenüber dem „Volk“ frei zu machen. Hierdurch seien bestimmte Schichten der Bevölkerung zur Auswanderung gezwungen, da ihnen ein menschenwürdiges Leben vor Ort verunmöglicht werde. Der Autor bezeichnet sie deshalb als „Vertriebene“ (vgl. die Gedichte „Sehnsucht II“, S. 47 und „Die neuen Denkmäler meines Landes“, S. 23). Der Begriff der Freiheit ist in der Aufnahmegesellschaft als das Recht auf Arbeit zu verstehen, was sich aber als eine falsche Zukunftsvision entpuppt, weil die Gastarbeiter den einheimischen Arbeitern rechtlich nicht gleichgestellt werden (vgl. auch „Veränderung“, S. 13).
Die Auswanderung wird in den darauf folgenden Gedichten dennoch als Zeichen der persönlichen Autonomie dargestellt, ohne dass die Anklage an die Obrigkeit ausgespart wäre. Das lyrische Ich wirft dem Auswanderungsland vor, sich des „Überschusses“ an Arbeitskraft zu entledigen, während das Einwanderungsland nur darauf bedacht ist, den Bedarf an ungelernten Arbeitskräften zu decken. Die historische Gelegenheit bleibe ungenutzt, politische und rechtliche Rahmenbedingungen nach europäischen Richtlinien zu schaffen.
Die durch linke Ideologie angehauchten Gedichte sind aber keine kommunistische Propaganda. Im Gedicht „Es war ein Fehler“ zum Beispiel werden eindeutig die eigenen Verwandten und Freunde als die Nutznießer der Auswanderung entlarvt. Zwischen ihnen und den Politikern des Auswanderungslandes besteht kein wesentlicher Unterschied:
Als wir wegfuhren

kauften uns die Verwandten das Land

das Geschäft ab

[…]

als wir wegfuhren

strichen sie uns aus den Wahllisten

[…]

sie dachten:

jetzt wo sie weg sind

wird es uns besser gehen.
(Mein fremder Alltag, S. 20)
Zum Thema „Aufbruch“ gehört komplementär die „Ankunft“ in ein anderes Land und natürlich in eine andere Sprache. Das Gedicht „Bahnhofstr. 27“ (S. 9) spricht von der Möglichkeit einer Ankunft, die durch körperliche Reaktionen des lyrischen Ichs sichtbar und spürbar sind. Das Ich knüpft einerseits an das vorhandene Körpergedächtnis an und versucht andererseits eine neue Sprache für neue Erfahrungen zu finden. Es beschreibt die kleinste Regung seines Körpers detailgetreue und minimalistisch. Vom Körpergedächtnis erzählen auch die Gedichte „Sehnsucht I“ (S. 11), „Bahnhof“ (S. 14–15), „Verstummung“ (S. 36) und „Sehnsucht II“ (S. 47). Hier ist das lyrische Ich um eine Anknüpfung an das bereits Vorhandene bemüht. Im Gedicht „Sehnsucht I“ (S. 11) behauptet das Ich, er habe Hunger. Er kauft aber nur Birnen, Trauben und eine Honigmelone. Die Auswahl der Obstsorten macht deutlich, dass es sich nicht um körperlichen Hunger geht, sondern um die Sehnsucht nach einer Gegend, wo diese Obstsorten wachsen, und nach einer Jahreszeit, in der sowohl Birnen, Trauben und Melonen reifen (vgl. „Die Sehnsucht der Sehnsucht nach der Sehnsucht“ in: Chiellino: Ich in Dresden. Eine Poetikdozentur,  Dresden, 2003, S. 21–23).
Das Gedicht „Verstummung“ (S. 36) verarbeitet das kulturelle Gedächtnis der deutschen Sprache. Mit dem intertextuellen Hinweis auf Paul Celan wird ein kritischer Dialog mit dem Dichter in das Gedicht eingebaut. Celan war maßgeblich daran beteiligt, für die „Fremde“ eine neue Sprache bzw. neue Ausdrücke zu finden. Chiellinos lyrisches Ich stellt aber fest, dass Celans Körpergedächtnis sich mit seinem eigenen nicht deckt. Das Ich bei Chiellino betont stets, dass die Auswanderung eine autonome Entscheidung des Migranten ist. Die Zeile „ich habe sie [die eigene Sprache] aufgegeben“ ist grammatisch gesehen aktiv und zeigt dadurch, dass das Ich ein Lebensprojekt hat. Die Auswanderung ist eine selbstbestimmte Entscheidung, die mit Souveränität verfolgt wird, obwohl das Ziel des Projektes noch nicht formuliert werden kann. Aber es ist als „trotzige[] Anhänglichkeit“ an beide Sprachen und Kulturen definiert (vgl. Cyrus Atabay: „In einem persischen Landhaus“).
Weitere Themen des Gedichtbandes sind: die Erkenntnis der eigenen Situation (vgl. „Veränderung“, S. 13) und die kritische Betrachtung der Frage, ob man sich mit einem Platz am Rande der Gesellschaft zufriedengeben darf. Chiellino geht Fragen der Loyalität und der Zugehörigkeit nach, vermeidet aber eine eindeutige Antwort bewusst. Alte Loyalitäten an das Auswanderungsland werden hinterfragt und die Frage der Zugehörigkeit zum Einwanderungsland wird auch kritisch formuliert. Vor allem die Erwartungen der Gesellschaft, in die sich der Eingewanderte integrieren soll, werden kritisch reflektiert.
Im Gedicht „Bahnhof“ (S. 14–15) sind der Zugbahnhof und der Dorfplatz gleichgestellt und repräsentieren somit eine Art Zuhause bzw. eine scheinbare Idylle. Im zweiten Teil des Gedichtes findet aber keine Kommunikation statt – das lyrische Ich lauscht den Zügen, ist also passiv. Somit wird der Bahnhof ein Symbol für eine Existenz am Rande der Gesellschaft. Im darauf folgenden Gedicht „Die Frage“ (S. 16) ist seine Existenz ein „Warten“, das im Gegensatz zu seinem Lebensprojekt steht, weil es durch die Auswanderung die Stagnation am Geburtsort brechen wollte. Dennoch ist das Warten nicht immer negativ besetzt. Das Warten und das Leben am Rande einer Gesellschaft gibt dem Ich die Möglichkeit über alte Zugehörigkeiten und Loyalitäten nachzudenken. So wird z. B. in „An einem Freund“ (S. 21) die Nostalgie einerseits als wertvolle Zugehörigkeit dargestellt, die das Subjekt vor der Einsamkeit rettet, aber auch eine Randexistenz bedeutet: beide Elemente werden als „strapazierte Erinnerungen“ bezeichnet.
Die alte Zugehörigkeit wird in der „These Nr. 6“ des Gedichts „Integration, ein Gedanke in sieben Thesen“ positiv bewertet (S. 90). Das lyrische Ich sucht in einem tragischen Moment nicht die Auseinandersetzung und den Kampf, sondern eine bekannte und deshalb sichere Umgebung. Somit wird deutlich, dass die Hinterfragung bestehender Loyalitäten und alter Zugehörigkeiten keine vollständige Brechung mit diesen darstellt, sondern als Gegenstand der Verhandlungen zu lesen ist.
Im Gedicht „Integration I“ (S. 38) sind Mechanismen und Widersprüche der Solidarität unter den Arbeitern und nationalen Minderheiten angesprochen. Ein Mann lebt in einer kalten und karg eingerichteten Kellerwohnung und denkt an die Müllmänner. Da in seinem Leben die Ästhetik fehlt, klammert er sich an die Solidarität, die er mit den Müllmännern hat. Dieses Gefühl stiftet in ihm eine Art Gemeinschaft beziehungsweise Zugehörigkeit. Es ist allerdings trügerisch, da seine Randexistenz nicht mal von der Gegenwart einer weiblichen Figur aufgelöst werden kann. Die Frau ist für das Ich das Symbol für „Integration“, d. h. sie ist eine Deutsche. Das Ich bleibt in Isolation, weil ihn die Solidarität zu den Müllmännern davon ablenkt, Zugehörigkeit bei der Frau zu suchen – es befindet sich in einer Sackgasse und deshalb stellt es fest: „Hier sterben die Gedanken aus“.
Den Widerstand gegen eine erzwungene Solidarität thematisiert das Gedicht „Isolation“ (S. 26). Zwei „Gastarbeiter“ treffen sich beim Spazierengehen, gehen aber wortlos aneinander vorbei. Die Zufälligkeit der Begegnung und die Tatsache, dass sie sich als „Gastarbeiter“ erkennen, sollte eine Solidarität hervorrufen. Sie sollten sich begrüßen und sich als Schicksalsgenossen betrachten. Chiellinos Gedicht widerlegt aber diese Annahmen. Eine gegenseitige Sympathie ist zwar vorhanden, sie reicht aber nicht aus für eine Freundschaft. Die Figuren behalten ihre Individualität und gehen aneinander vorbei. Dass der Titel dennoch nicht „Individualität“ lautet, sondern „Isolation“, liegt in der Entstehungszeit des Gedichtes. Die Solidarität unter den Arbeitern war in den 1970er Jahren ein wichtiges politisches Ziel.
Einige der Gedichte sind sichtlich aus alltäglichen und historischen Begebenheiten entstanden: „Kein ausführlicher Bericht!“ (S. 67) spricht vom Schock über den Unfalltod eines Kindes;  „Hommage á Schwarzenbach“ (S. 50), „Die große Anfrage zur Lage der Ausländer in der BRD“ (S. 62) und „Friedliche Landnahme“ (S. 73) beziehen sich auf politische, gesellschaftliche Ereignisse; und die Gedichte „Treue“ (S. 27), „Arbeitslos“ (S. 41–44) und „Süd-Italien 26. November 1980“ (S. 61) thematisieren die Situation der Eingewanderten in Deutschland.
Die letzte Zeile des Gedichts „Kein ausführlicher Bericht!“ ist überraschend (S. 67), weil es behauptet, das Kind werde in einem „fremden Friedhof“ liegen, bis die Eltern das Geld für die Rückreise der Familie gespart haben. Kinder sind in der interkulturellen Literatur Symbole für Investition in die eigene Zukunft. Dass der Friedhof „verfremdet“ wird, liegt an dem Paradox, dass das Kind mit dem „Leben verabredet“ war. Eine Investition in den Tod ist ein unlösbares Paradoxon, das nur durch den Abbruch des elterlichen Lebensprojektes und den Rückzug ins erste Land gemildert werden kann.
Das Gedicht „Hommage á Schwarzenbach“ (S. 50) ist der Anfang kritischer Auseinandersetzungen, die nicht nur den Rechtsradikalismus zum Inhalt haben, sondern auch die sogenannten „Freunde der Ausländer“. Das lyrische Ich wünscht sich eine offene Debatte, da die Aggression gegenüber Ausländer latent ist. Sie besteht nicht nur aus offene Ablehnung, sondern äußert sich in der Tatsache, dass diskriminierenden Maßnahmen nicht diskutierbar sind. Das Ich ist enttäuscht und gibt zu bedenken, dass sowohl die Arbeiter-, wie auch die Studentenbewegung der 1950er und 1960er Jahre von den „Gastarbeitern“ mitgetragen wurden. Trotzdem wurden die ausländischen Arbeiter den Einheimischen rechtlich nicht gleichgestellt, sondern ihre Anwesenheit vielmehr verleugnet. In diesem Zusammenhang spricht Chiellino im Gedicht „Heimat“ von „verbotenen Zukunft“ (S. 72) und bezeichnet die Eingewanderten im Gedicht „Die große Anfrage zur Lage der Ausländer in der BRD“ (S. 62) als „Unbeschützte“, die einem „gestohlenen Frühling“ entgegengehen. Das Gedicht bezieht sich auch auf Regelungen, die 1983 erlassen wurden. Die Bundesrepublik entschied sich gegen den Familiennachzug und für eine „Rückführung“ der Eingewanderten. Dass in diesem Zusammenhang eine Parallele zum Holocaust aufgebaut wird – „Züge fahren wieder / außerplanmäßig / ab“ –, zeigt den Grad der Verzweiflung und der Verärgerung des Ichs über diesen Zustand.
Die Gedichte „Heimat I“ (S. 19) und „Heimat II“ (S. 72) richten sich an zwei verschiedene Gesprächspartner. Vordergründig spricht das lyrische Ich zu Schicksalsgefährten, die sich gegenüber gängigen Stereotypen positionieren müssen. Sowohl das Ich als auch das angesprochene „Du“ sind verdrießt, weil sie für das Typische „ihres“ Landes stehen müssen. Die Modalverben „müssen“ und „können“ suggerieren aber, dass die Erwartungen von außen an sie herangetragen werden und für sein Land einzustehen kein inneres Bedürfnis des Individuums ist. Die monokulturelle, als Ortsgebundenheit definierte „Heimat“ und das Interesse, die den Eingewanderten entgegengebrachte wird, ist somit ein weiteres Ausschlussmechanismus. Man erinnert sich an die Zugehörigkeit zu ihrer Heimatländer und schließt sie somit vom Einwanderungsland aus. Aber das Gedicht macht auch deutlich, dass das Leugnen alter Zugehörigkeiten auch nicht hilfreich ist. Denn sie ist in der Tat aktiv und sie einfach wegzudenken stellt keine lebbare Alternative dar. Das Gedicht endet auf einer pessimistischen Note, weil es die Grenze zur Illegalität überschreitet: Das Wort „Alibi“ ist der Kriminologie entnommen und das Ich bekennt sich durch seinen Gebrauch als „schuldig“. Während sich das Ich durch dieses Bekenntnis in die Isolation manövriert, schafft das Ich im zweiten „Heimat“-Gedicht (S. 72, im Inhaltsverzeichnis mit der Ordnungszahl römisch II versehen) eine Anknüpfung an sein Körpergedächtnis. Nur so kann eine historische Kontinuität des Individuums gesichert werden. Denn obwohl das Anknüpfen an altbekannten Gefühlen als „nutzlos“ abgetan wird, ermöglichen sie wenigstens eine Art der Positionierung. Sie ist gleichzeitig die Voraussetzung einer Neuorientierung, die durch die Neubewertung des Adverbs „hinter“ angezeigt ist. Es ist nicht mehr als falsche Richtungsangabe (siehe mittlere Strophe), sondern die Zukunft. Die „verbotene Zukunft“ fungiert dabei wie eine Tür bzw. ein Raum der geöffnet bzw. betreten werden muss. Die Zäsur muss überwunden – „erlebt“ – werden, um die „ungeborene Heimat“ zu erreichen.
Welche psychischen Unsicherheiten die rechtliche Benachteiligung der ausländischen Arbeiter erleidet, zeigen die drei Gedichte mit dem Titel „Arbeitslos“ (S. 41–44). Die Selbstzweifel des lyrischen Ich sind „bürokratisch erzeugt“, d. h. entstehen aus seiner rechtlich unsicheren Stellung, da ein arbeitsloser Ausländer abgeschoben werden kann. Dabei könnte die Arbeitslosigkeit eine Gemeinsamkeit mit den einheimischen Arbeitnehmern darstellen, da die ausländischen Arbeiter Teil der Arbeiterbewegungen der 1960er Jahre waren. Das Gedicht zeigt, dass das Motto „Proletarier aller Länder vereinigt euch!“ nicht mehr gilt und die Arbeitslosigkeit die Daseinsberechtigung eines Ausländers gleich infrage stellt. Das Ich ist verzweifelt – es klammert sich an jeden Strohhalm, d. h. wertet sogar eine Absage seiner Bewerbung positiv, obwohl sie eine bedeutungslose Reaktion auf sein Bemühen darstellt. Es versucht sich mit folgender Aussage zu trösten:
[…]

ich bilde mir ein

jemand

hat sich

mit mir

beschäftigt
(Mein fremder Alltag, S. 44)
Die Aussage ist auch als ein Stottern lesbar und macht somit den Widerspruch zwischen Inhalt und seelischen Verfassung deutlich.
Das Gedicht „Friedliche Landnahme“ (S. 73) impliziert ein diffamierendes Verhalten der Aufnahmegesellschaft, da die Integrationsbemühungen der Eingewanderten infrage gestellt bzw. ihnen kolonisierende Absichten unterstellt werden. Der Anspruch der Ausländer auf ein menschenwürdiges Leben erscheint den Einheimischen als „penetrant“. Das Gedicht entlarvt somit latente Fremdenfeindlichkeit der Euphemismen. Ebenfalls kritische Gedichte zu diesem Thema sind „Der nächste Morgen“ (S. 77), das Weggefährten dazu aufruft, die „Widersprüche der Helfer“ aufzudecken, und die „These Nr. 3“ des Gedichtzyklus „Integration, ein Gedanke in sieben Thesen“ (S. 86–87). Das Ich stellt sich sowohl alten als auch neuen Loyalitäten kritisch gegenüber.
Das Intermezzo ist mit „Raum für ein Leben“ betitelt. Das erste Gedicht „In der Nähe“ (S. 52) richtet sich an einen direkten Gesprächspartner. Hier ist das „Du“ ein Kind, das die Zukunft symbolisiert. Die Zukunft wird eintreffen, weil das Kind leben will bzw. lebt. Es symbolisiert auf kühner Weise die Zukunft der Bundesrepublik bzw. ganz Europa, die sich durch die Einwanderung und die globalen Migrationsbewegungen geändert hat. Dass diese Entwicklung nicht ohne Gefahren, Risiken und/oder Rückschläge ablaufen kann, wird nicht bestritten. Aber eine Philosophie des carpe diem und die Zuversicht an die Zukunft ist deutlich z. B. im Gedicht „Der Zaghafte“:
die Freude an der Bewegung

darf von der Ungewißheit ihres Ziels

nicht gemildert werden
(Mein fremder Alltag, S. 53)
Die Gedichte des Intermezzo zeugen in erster Linie von der Abwesenheit eines Ausschlussmechanismus, da der Dichter durchgehend das Personalpronomen „wir“ und das Possessivpronomen „unser(e)“, anstelle von „mein(e)“ oder „dein(e)“ verwendet (vgl. „Rosa-Li“, S. 54). Das Ich nimmt somit die Verantwortung für das eigene Leben und für das Leben der Tochter an. Somit ist das Schlussgedicht des Abschnitts „Raum für ein Leben“ (S. 55) ein historisches Vermächtnis an die Tochter/Zukunft, weil es die Generationsfolge vom Großvater bis zu Enkelin erklärt (zur Auswanderung des Großvaters nach Argentinien vgl. das Gedicht „1932 Foto“, S. 34). Der Großvater stellt das Gedächtnis einer Familie dar, aber mit dem Thema der Auswanderung wird auch das historische Gedächtnis Italiens angesprochen. Dass dieses Thema von Chiellino bereits Ende der 1970er Jahre als ein Motiv beachtlichen gesellschaftlichen Umbruchs formuliert wird, ist bezeichnend. Europa wurde bis zum Ende des Zweiten Weltkriegs immer als Auswanderungsgebiet geführt. Ab 1955 mit der Ankunft der ersten italienischen „Gastarbeiter“ wird der Kontinent zum Ziel von Einwanderung aus der ganzen Welt.
Im zweiten Teil des Bandes ist Chiellinos lyrisches Ich entschlossen, alte und neue Loyalitäten einander gegenüberzustellen und ihre Zukunftstauglichkeit akribisch zu ermessen. Von der Hoffnung auf internationale Solidarität unter den Arbeitern zeugt z. B. das Gedicht Gastarbeiter in Italien (S. 18). Es spricht überdies von den unsinnigen Regulierungen der Auswanderung, die darin resultieren, dass man aus anderen Ländern wiederum Arbeitskräfte einführen muss. Aber die internationale Solidarität stellt dennoch eine Hoffnung auf einen Neuanfang im europäischen Raum dar. Das Gedicht zeigt, dass es bereits Ende der 1970er Jahre absehbar war, welche Wirkung der Austausch von Arbeitern auf die Zukunft Europas als Kulturregion haben wird. Überdies zeugen mehrere Gedichte von der Beharrlichkeit des lyrischen Ichs mit bekannten Stereotypen abzurechnen und zu den Themen Integration und Fremde Stellung zu beziehen bzw. neue Ansätze zu liefern. So lautet die Devise des lyrischen Ichs z. B. in Das Nein-Gedicht (S. 70), dass man für sich selbst und seine Zukunft eine neue Straße, einen neuen Weg erbauen muss. Es geht aber keineswegs um eine „Romantische Straße“, die über Jahrhunderte zum Symbol der Sehnsucht der Deutschen nach Italien geworden ist. Die Straße, die das Ich im Sinn hat, muss nicht „Stein auf Stein“, sondern mit „Recht auf / Recht, Freiheit auf Freiheit“ gebaut werden. Das Personalpronomen „wir“ steht für eine Gemeinschaft, die nicht mehr monokulturell organisiert ist. Sie ist dynamisch und wird von jeder kommenden Generation neu erbaut bzw. erneuert.
Vergleichbar dynamisch und hoffnungsvoll äußert sich das Gedicht 13 Jahre bis zur Staatsgrenze (S. 74). Die Reise verläuft zuerst zeitlich – „heute / und / damals“ –, als das lyrische Ich zu seinem Geburtshaus zurückkehrt. Gleichzeitig wird aber der Ortswechsel mit „dort / wie / hier“ markiert. Die zwei Aufenthaltsorte werden einander nähergebracht, indem das Ich sein Unbehagen über die Entfremdung vom Geburtsort (Italien) und das Fremdsein am Lebensort (Deutschland) verbalisiert:
[…]

dort

wie

hier

ist das Leben gewiß

keine Blume deren Farbe und

Düfte mir bekannt sind
(Mein fremder Alltag, S. 74)
Das Gedicht wirkt schwermütig. Aber schließlich werden die Zeit- und Ortsangaben „heute / und / hier“ zusammengefügt und das Wort „Zweifel“ mit dem Wort „Kraft“ ergänzt. Dass diese zwei Substantive zusammengeführt werden, ist eine Vorwegnahme der Thematik, die Chiellino in seinem zweiten Gedichtband Sehnsucht nach Sprache ausarbeitet (vgl. auch Friedrich Hölderlin  „Wo aber Gefahr ist, wächst / Das Rettende auch“ im Gedicht Das Ziel beweist den Weg).
Die Zukunft thematisiert auch das Gedicht „Der nächste Morgen“ (S. 77), das zwar lakonisch über die Tage und Jahre spricht, die noch von Warten, Zweifeln und Unsicherheit erfüllt sein werden, aber dennoch mit einem hoffnungsvollen Ton endet. Es definiert das „Lachen der Kinder“ als die Sicherheit der Zukunft. Die Zeit sollte man für Kritik und Revision des Jetzt-Zustandes und der angeblichen Helfer nutzen. Ebenso couragiert ruft das Gedicht „Nach dem Gestern“ (S. 82) die Leser dazu auf, nicht zu verzagen. Obwohl das Chiasmus zum Beginn des Gedichtes – das Land wird mit der Mutter und der Vater mit der Sprache assoziiert, obwohl die sprachliche Konvention „Muttersprache“ und „Vaterland“ verwendet – eine Aufhebung der „Ordnung“ suggeriert, ruft das lyrische Ich zur Entschlossenheit auf und beschwört die Gemeinsamkeit aller Minderheiten. Die negative Einstellung der Kinder gegen die Errungenschaften der Eltern kann als Zeichen für die Aufhebung der Ordnung gedeutet werden. Der Aufruf des lyrischen Ichs richtet sich ganz im Sinne des PoLiKunst Vereins an die Zaghaften, die die Assimilation als Lösung erachten. Diese bringe lediglich kurzfristige Vorteile und dafür lohne es sich nicht das Spiel um die Machtverteilung beizuwohnen bzw. mitzumachen, betont der Dichter. Dass die Verhandlungen um die „Betreuung der Ausländer“ eigentlich ihre Ausbeutung bedeutet, wird in der „These Nr. 3“ des Gedichtes „Integration, ein Gedanke in sieben Thesen“ formuliert (S. 86, siehe unten).
Die Gedichte zum Thema Integration bilden einen eigenständigen Zyklus innerhalb des zweiten Teils.
In „These Nr. 1“ bekennt sich das lyrische Ich zu seiner Sehnsucht nach Italien, nachdem es in früheren Gedichten die Widersprüche dieser Sehnsucht in den Vordergrund gestellt hat. Es leugnet nicht, dass eine Entfremdung stattgefunden hat und eine Differenz zwischen seinem (kalabresischen bzw. italienischen) Körpergedächtnis und der gelebten (deutschen) Wirklichkeit existiert (vgl. auch das Gedicht „Entfremdet“, S. 80). Die Zeile „als […] das Wort keine Mühe kannte“ benennt die Körperlichkeit der Sprache und impliziert, dass die zweite Sprache zu sprechen, in der Tat „Mühe“ macht. Das Gedicht ist somit auch ein Verweis auf den Titel des Bandes Mein fremder Alltag und hebt das „hier und jetzt“ des lyrischen Ichs als Etwas in sich widersprüchliches hervor. Denn der Alltag, der ihm nach monokultureller Logik der Vertrauteste sein müsste, wird mit dem Adjektiv „fremd“ beschrieben – er ist mühevoll. Woraus diese Fremdheit im Einzelnen besteht, wird in diesem ersten Gedichtband bereits in Ansätzen formuliert und die Suche danach beeinflusst Chiellinos ganzes lyrisches Œuvre. Aber auch wenn die Diskrepanz zwischen zwei Sprachen groß ist, die Aussicht auf das Neue, das durch die Migrationsbewegungen in Europa entstand, motiviert das Ich und macht es hoffnungsvoll. Schließlich setzt das Ich an ein gemeinsames kulturelles Gedächtnis aufzubauen, das nicht national geprägt ist.
„These Nr. 2“ behandelt den Widerspruch, der zwischen Abfahrt und Ankunft entsteht, wenn die Aufnahmegesellschaft nicht bereit ist, die Integration der Eingewanderten mitzutragen. Das Gedicht bezieht sich auf die Tatsache, dass Deutschland bis zum Jahre 2005 geleugnet hat ein Einwanderungsland zu sein, „[a]ls ob [die Ausländer] nie angekommen wären“. Aufgrund dieser Weigerung bleibt die Zeile des Gedichts „die Reise hält an“ ambivalent und stellt sich konträr zu seinem Motto, das ein Zitat von G. Fiorenza ist. Chiellino weist darauf hin, dass eine Ankunft der Eingewanderten nicht vorgesehen war. Die Politik habe es versäumt zukunftstaugliche bzw. zukunftsweisende Pläne aufzustellen und suggeriere dadurch eine noch heute andauernde Ablehnung der Fremden. Das „Anhalten“ der Reise ist somit doppeldeutig: die Reise „macht eine Pause“, aber auch: sie wird fortgesetzt.
„These Nr. 4 und 5“ des Gedichtzyklus äußert sich das lyrische Ich kritisch gegenüber materiellen Vorteilen einer Assimilation. Die Widersprüche werden offen angesprochen: leibliches Wohl und materieller Besitz seien weder Belege für Glück noch Zeichen einer gelungenen Integration. Der materielle Wohlstand der Gastarbeiter könne die latent nach wie vor vorhandene Ausschluss- und Ausbeutungsmechanismen nicht verbergen. Die Eingewanderten würden ihre Menschenrechte verkaufen und Besitztümer seien lediglich eine Täuschung, betont das lyrische Ich (vgl. hierzu auch die Gedichte „Die neuen Denkmäler meines Landes“, S. 23, „Warnung“, S. 40 und „Logik eines ausländischen Steuerzahlers“, S. 46). In den Heimatländern sei der finanzielle Erfolg in Deutschland als Beweis für „gelungene“ Auswanderung gedeutet, obwohl der Reichtum in den meisten Fällen nicht existiert. Das verschwenderische Leben im „Heimaturlaub“ sei nur möglich, weil die Ausländer in Deutschland sparsam lebten und auf Luxus verzichteten, stellt das Ich fest.
Schließlich greift „These Nr. 7“ (S. 91) das brisante Thema des deutschen Passes auf, das im politischen Diskurs stets als „Belohnung“ für das Bemühen der Eingewanderten verhandelt wird, aber in sich ein äußerst widersprüchlicher Faktor der Immigrationsdebatten ist. Das Gedicht spricht die Loyalität unter den Minderheiten an, deren Notwendigkeit in den 1980er Jahren besonders spürbar war. Es verschweigt aber nicht die Tatsache, dass sie zu einem Loyalitätsgebot angewachsen war. Die Erweiterung der Europäischen Union hat zwar den Aufenthalt vieler Eingewanderten reguliert, aber für einen Großteil der Menschen hat sich die Situation nicht geändert. Jeder EU-Bürger befinde sich nun in einem Dilemma, die Lösung seiner Aufenthaltsprobleme sei ein „Verrat / an den Schwächeren“, heißt es. Das kollektive „wir“ der Gastarbeiter, sei künstlich entzweit geworden, was paradoxerweise von der Mehrheitsgesellschaft als Positivum dargestellt und mit dem Pass „belohnt“ werde. Somit werde überdies jegliche Kritik im Keim erstickt. Deshalb setzt das lyrische Ich auf die Zukunft seiner Kinder und weniger auf den deutschen Pass. Denn die Kinder werden unweigerlich mit zwei Sprachen und Kulturen aufwachsen und repräsentieren seine interkulturelle Realität.
Das Schlusswort des Gedichtes ist ein Rückgriff auf den Titel des Bandes Mein fremder Alltag: Der Alltag bleibt „fremd“, da das lyrische Ich weiterhin mit einem ausländischen Pass in Deutschland lebt. Das Schweigen über diese Tatsache würde – ebenso wie das Erwerben des deutschen Passes – eine falsche Loyalitätsbekundung an Deutschland bedeuten, die Zukunft wäre „verfälscht“. Gino Chiellinos erster Gedichtband ist folglich eine schonungslose Debatte über die Wirklichkeit der Bundesrepublik Deutschland der 1970er und 1980er Jahre, die politischen und gesellschaftlichen Themen seiner Entstehungszeit wiedergibt und diese mit neuen Aspekten und kritischen Sichtweisen ergänzt.